# 3989 Odin
3989 Odin је астероид главног астероидног појаса са средњом удаљеношћу од Сунца која износи 2,256 астрономских јединица (АЈ).
Апсолутна магнитуда астероида је 13,9.